# Marching To Mars
Marching to Mars es un álbum de estudio de Sammy Hagar, publicado en mayo de 1997 por MCA Records. Los músicos Slash y Matt Sorum aparecen como invitados especiales en la grabación del álbum.

## Lista de canciones
1. "Little White Lie" (con Slash) (Sammy Hagar) - 2:54
2. "Salvation on Sand Hill" (Hagar/Damon Johnson) - 5:01
3. "Who Has the Right?" (Craig Chaquico/Hagar/Jesse Harms) - 5:20
4. "Would You Do It for Free?" (Hagar/Harms) - 4:30
5. "Leaving the Warmth of the Womb" (Hagar) - 5:06
6. "Kama" (con Matt Sorum) (Hagar/Harms) - 5:20
7. "On the Other Hand" (Hagar) - 2:42
8. "Both Sides Now" (Hagar/Harms) - 4:27
9. "The Yogi's So High (I'm Stoned)" (Hagar) - 6:02
10. "Amnesty Is Granted" (Hagar) - 4:23
11. "Marching to Mars" (Hagar/Mickey Hart) - 5:09